# Fertešolmaš
Fertešolmaš, česky také Fertešalmaš nebo Fertéž-Almáš, ukrajinsky Фертешолмаш, dříve také Фертешове nebo Заболоття, maďarsky Fertősalmás, je osada obce Velyka Palaď v Pyjterfolvivské vesnické komunitě, v okrese Berehovo, v Zakarpatské oblasti Ukrajiny, poblíž ukrajinsko-rumunské státní hranice. Na některých mapách je omylem označena jako Feteršolmaš. Slovo „Alma“ v maďarštině znamená „jablko“ a jeho přítomnost v druhé části názvu osady se tradičně odvozuje od skutečnosti, že místní obyvatelé pěstovali hodně jablek.

## Historie
První písemná zmínka o obci s názvem Olmoš (Almas) pochází z roku 1319. Název Fertešolmaš je uváděn od 18. století. Po skončení první světové války byla obec zpočátku součástí rozšířeného Rumunska, ale jako součást Podkarpatské Rusi se v důsledku hraničních úprav v roce 1921 stala součástí nově vzniklého Československa. V roce 1930 zde žilo 685 obyvatel. V roce 1938 byla obec v důsledku první vídeňské arbitráže přičleněna k Maďarsku. Po skončení druhé světové války byla obec postoupena Sovětskému svazu a stala se součástí Ukrajinské sovětské socialistické republiky.

## Obyvatelstvo
V roce 2001 zde žilo 1027 obyvatel, z toho 96,73 % obyvatel bylo maďarské národnosti.